# Nikola Maraković (slikar)
Nikola Maraković (Petrinja, 4. srpnja 1913. – 1995.) je hrvatski slikar.
Roden je u obrtničkoj obitelji (otac Jakov i majka Karolina r. Colussi). Osnovnu školu i nižu gimnaziju završio je u Petrinji. Prof. Ivan Muha i prof. Mila Wood Bernfest zapaziti su njegovu likovnu nadarenost, a prof. Mila Wood smatrala je kako bi bilo šteta da se takva nadarenost dalje ne razvija i utjecala je na oca da mu dopusti nastavak školovanja u Zagrebu.
Godine 1932. upisao se u Obrtnu školu u Zagrebu, na Dekorativno-slikarski odjel. Profesori su mu bili Miljenko Đurić, Edo Kovačević i Ernest Tomašević.
Godine 1936. maturirao je na Obrtnoj školi. Za vrijeme školovanja profesori su ga zapazili zbog marljivosti, savjesnosti i brzine u radu. Tako je ljeti 1936. godine radio na pozlati svodova u crkvi sv. Marka u Zagrebu.Kad je rad na pozlati svodova bio završen, prof. Jozo Kljaković uzeo ga je kao likovno-tehničkog suradnika pri izvedbi fresaka. Suradnja je trajala do 1940. godine, kada je N. Maraković pozvan na odsluženje vojnoga roka.
Godine 1937. upisao se na studij na Akademiju likovnih umjetnosti u Zagrebu. Profesori su mu bili Krsto Hegedušić, Jozo Kljaković, Tomislav Krizman. Za vrijeme studija povremeno ga je i dalje angažirao prof. Kljaković na svojim radovima u crkvama u Dobroti (Boka kotorska) i u Biskupiji kod Knina.
Godine 1941. dobio je stipendiju za Rim od godinu dana. Upisao se na Accademia di Belle Arti i uz to polazio crtanje večernjeg akta Scuola San Rocco.
Godine 1945. nastavlja studij na Akademiji u Zagrebu u klasi prof. Marina Tartaglie.
Godine 1946. diplomirao je na Akademiji likovnih umjetnosti u Zagrebu.
Od 1945. do 1952. godine radio je kao slobodni umjetnik. U tom razdoblju surađivao je s mnogim istaknutim slikarima angažirajući se na rješavanju dekoracija za javne potrebe.
Bio je član ULUH-a od osnutka 1946. godine. Izlagao je na prvoj izložbi ULUH-a 1946. godine, zatim 1956. godine, te na poziv prigodom četrdesetogodišnjice ULUH-a 1986. godine. Jedan je od osnivača LIKUM-a.
1952. godine zaposlio se na Školi primijenjene umjetnosti u Zagrebu kao profesor. Radio je na školi i surađivao s raznim institucijama, među ostalim i s Republičkim zavodom za zaštitu spomenika kulture te s radnim organizacijama pri izradi idejnih rješenja za proizvode primijenjene umjetnosti (kristal, emajl i sl.)
1973. otišao je u mirovinu i slikao relativno intenzivno do svoje smrti 1995. godine.

## Vanjske poveznice
- https://www.facebook.com/NM1913g/
- https://www.mdc.hr/hr/mdc/zbirke-fondovi/zbirka-muzejskih-plakata/pregled-zbirke-plakata/nikola-marakovic,1044.html